# (5979) 1992 XF
(5979) 1992 XF (1992 XF, 1962 CD, 1980 PC4, 1983 BJ) — астероїд головного поясу, відкритий 15 грудня 1992 року.
Тіссеранів параметр щодо Юпітера — 3,212.